# Saint-Blin
 Saint-Blin  es una población y comuna francesa, en la región de Champaña-Ardenas, departamento de Alto Marne, en el distrito de Chaumont. Es el chef-lieu del cantón de Saint-Blin, aunque Manois la supera en población.

## Demografía
| 347 | 369 | 353 | 389 | 388 | 388 |
| Para los censos de 1962 a 1999 la población legal corresponde a la población sin duplicidades (Fuente: INSEE [Consultar]) |     |     |     |     |     |